# 2024-es kamcsatkai földrengés
A 2024-es kamcsatkai földrengés helyi idő szerint 2024. augusztus 18-án  reggel, röviddel 7 óra után (UTC 2024-08-17 19:10:26) történt Kamcsatka közelében, a Csendes-óceán alatt. A földrengés erősségét a USGS és az Orosz Tudományos Akadémia geofizikai szolgálata egyaránt 7,0 magnitúdósnak mérte, a további adatok azonban eltérnek a két jelentésben.
A 7,0 magnitúdó a Richter-skála szerint igen erős rengést jelöl, amely súlyos károkat okoz; ennek a rengésnek az epicentruma azonban a tengerfenék területére esik.
Az amerikai USGS mérése szerint a rengés a Kamcsatkai határterület székhelyétől, Petropavlovszk-Kamcsatszkijtól mintegy 102 km-re történt, kb. 29 kilométeres mélységben. Az Egyesült Államok szakszolgálata cunamiveszélyre figyelmeztetett az epicentrum 300 km-es körzetében. A USGS szerint néhány órával korábban, 170 km-re nyugatra is volt egy rengés, majd pedig két 5,1-es és három 4,3–4,4 magnitúdójú utórengést regisztráltak a környéken.
Az orosz geofizikai szolgálat ezzel szemben a várostól 108 kilométerre délkeletre mérte a hipocentrumot, 6 kilométeres mélységben. A RIA Novosztyi azt jelentette, hogy tágabb körzetben érzékelték a rengést, és a hatóságok vizsgálják az épületek állapotát; károkról és sérülésekről az erős rengés ellenére nem számoltak be az első jelentések. A rengést egy 4,7 magnitúdós második földrengés követte Petropavlovszk-Kamcsatszkijtól 116 kilométerre, majd gyengébb utórengések lecsengő sorozata rendre 6, 12 és 48 kilométeres mélységben, 106, 112 és 114 kilométeres távolságra a várostól. Ezek a rengések 3,9 és 5,0 magnitúdó közé estek. A Rendkívüli Helyzetek Minisztériuma azt közölte, hogy cunamit nem észleltek a rengések után.
Megelőzően augusztus 13-án a Kuril-szigetek partjainál 4,6, három nappal később pedig az Ohotszki-tengeren, Szahalin közelében 6,5 magnitúdós rengést észleltek; ez utóbbi hipocentruma 408 km mélyen volt.